# Chiesa di San Giovannello (Siracusa)
La chiesa di San Giovanni Battista, popolarmente nota come San Giovannello, è ubicata in piazza del Precursore, nel rione Giudecca di Ortigia a Siracusa. È stata costruita su un'altra basilica paleocristiana del IV secolo, costruita quest'ultima su ordine del vescovo Germano.

## Storia
Per la sua vetustà la chiesa parrocchiale di San Giovanni Battista è stata sempre e ininterrottamente fino ad oggi definita "prima post episcopalem", "prima dopo la Chiesa Cattedrale" come attestato ufficialmente, tra gli altri, da mons. A. Casaccio, vicario generale, nel 1781.
L'aspetto attuale è del 1380. Ha un bellissimo portale quattrocentesco, un rosone e l'apice della facciata che non sono allineati fra di loro e questo per via delle manomissioni subite dalla chiesa nel corso dei secoli, non ultima quella del XVIII secolo. Ha anche due celle campanarie sulla sinistra dell'edificio, oggi senza tetto. L'interno è a croce latina, a tre navate, separate da colonne alternate ad archi ogivali.

## Descrizione
Da ricerche effettuate negli archivi parrocchiali si evince che l'altare maggiore era dedicato al Precursore mentre gli altari laterali erano dedicati a Santa Maria della Speranza, a San Bartolomeo Apostolo, a sant'Antonio di Padova e alla Sacra Famiglia. Le tele di Sant'Antonio di Padova e della Sacra Famiglia si trovano, oggi, nella vicina chiesa di San Filippo Apostolo. La tavola della Madonna della Speranza, oggi custodita al Bellomo, è presente nella chiesa mediante una fedele riproduzione fotografica posta in quello che un tempo era il suo altare. Nessuna notizia, purtroppo della tela di San Giovanni Battista e della cinquecentesca tavola di San Bartolomeo Apostolo. Quest'ultima era stata trasferita dalla vicina chiesa di San Bartolomeo in tempi relativamente recenti in seguito alla sconsacrazione e contestuale chiusura al pubblico culto della chiesa omonima. Aveva così preso il posto - nella chiesa di San Giovanni Battista - del quadro di San Giuseppe, opera di poco pregio, trasferito nella sagrestia e ora conservato nella sagrestia della chiesa di San Filippo Apostolo.
Le due campane, presenti fino a un secolo fa nelle celle campanarie tuttora presenti, erano relativamente recenti: sec. XIX la più grande e sec. XX la più piccola. La più grande fu fusa durante la Grande Guerra, la più piccola nel 1920 fu concessa in prestito alla vicina chiesa di santa Maria della Concezione.

## La chiesa oggi
Oggi la basilica, rettoria della Parrocchia San Giovanni Battista all'Immacolata, è ancora chiesa consacrata e aperta al culto divino. Vi si celebra la Santa Messa ogni sabato, nei mesi estivi, alle ore 18,00 (mesi di luglio e agosto ore 18,30) e in occasioni particolari come per esempio il 23 e il 24 giugno, solennità della Natività di San Giovanni Battista, titolare della chiesa.

## Galleria d'immagini

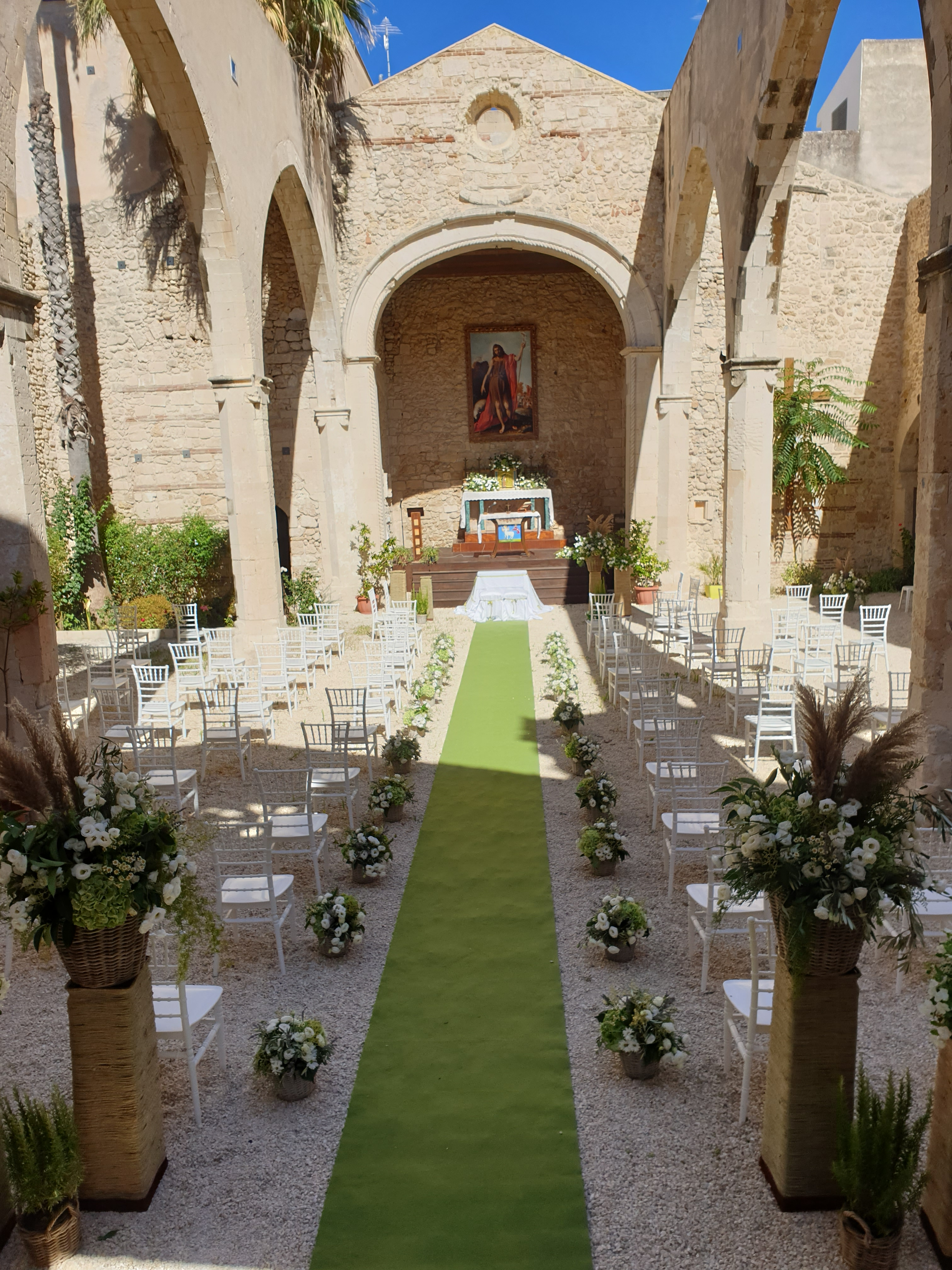
Interno della chiesa
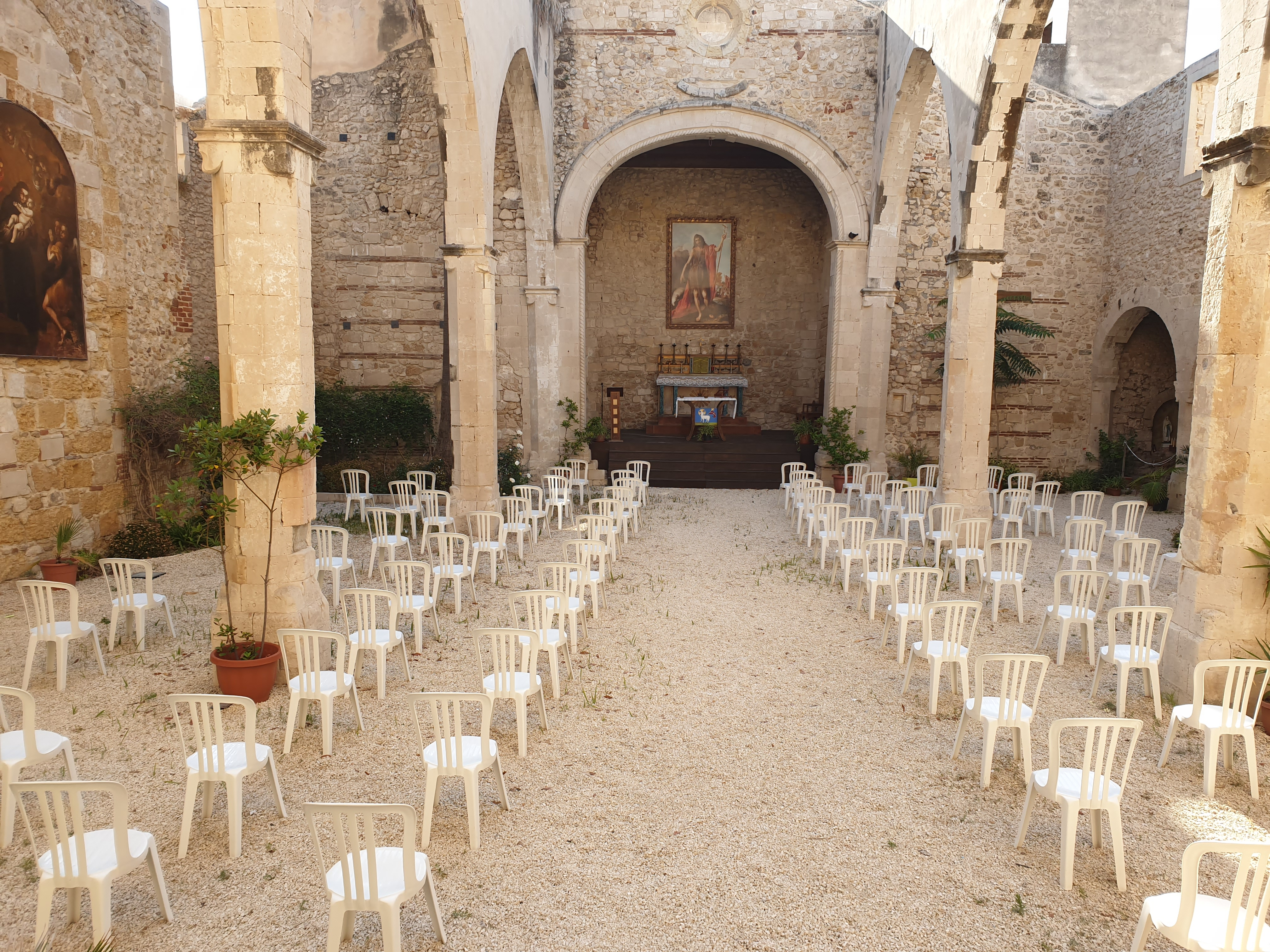
Interno della chiesa
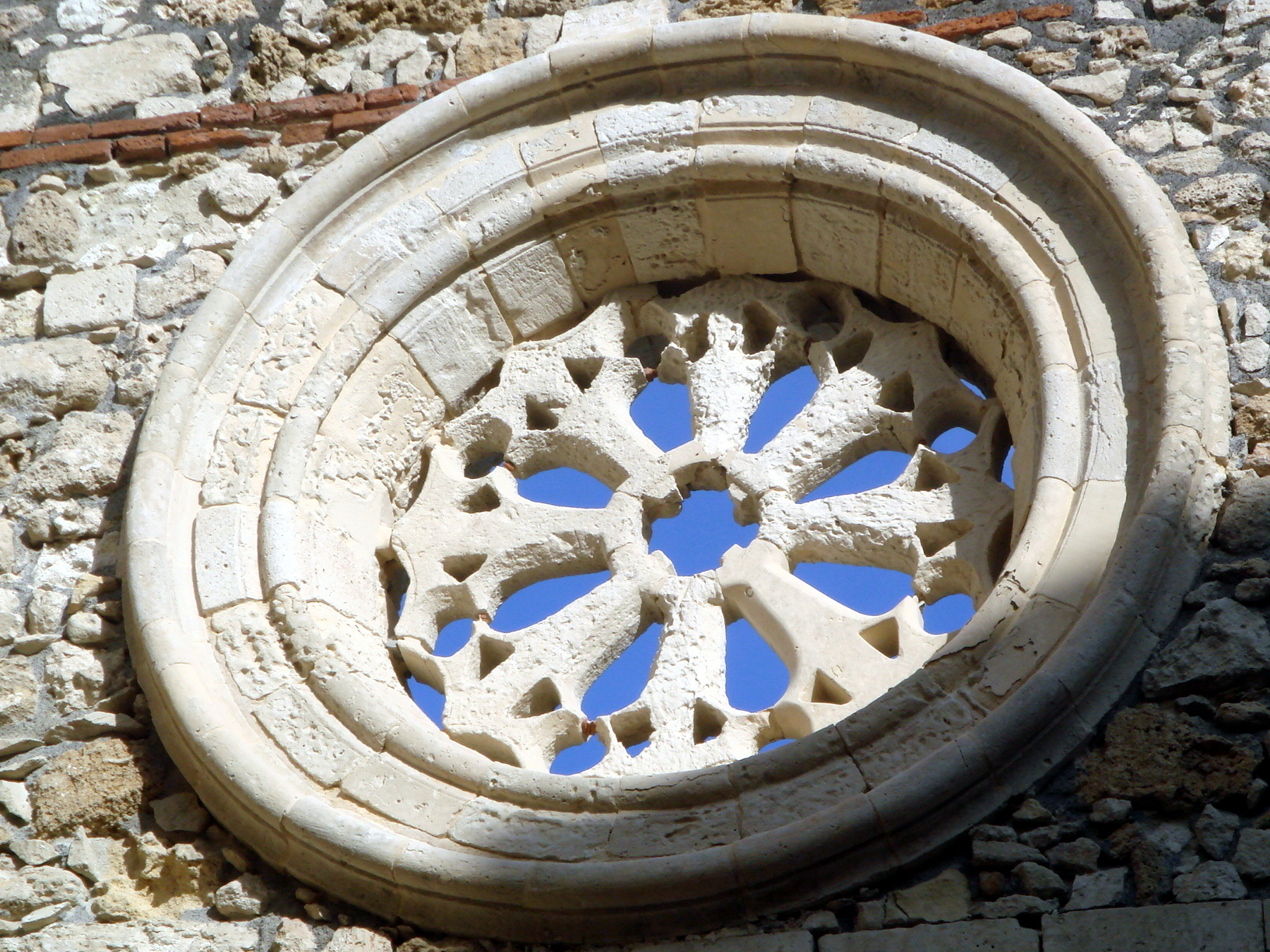
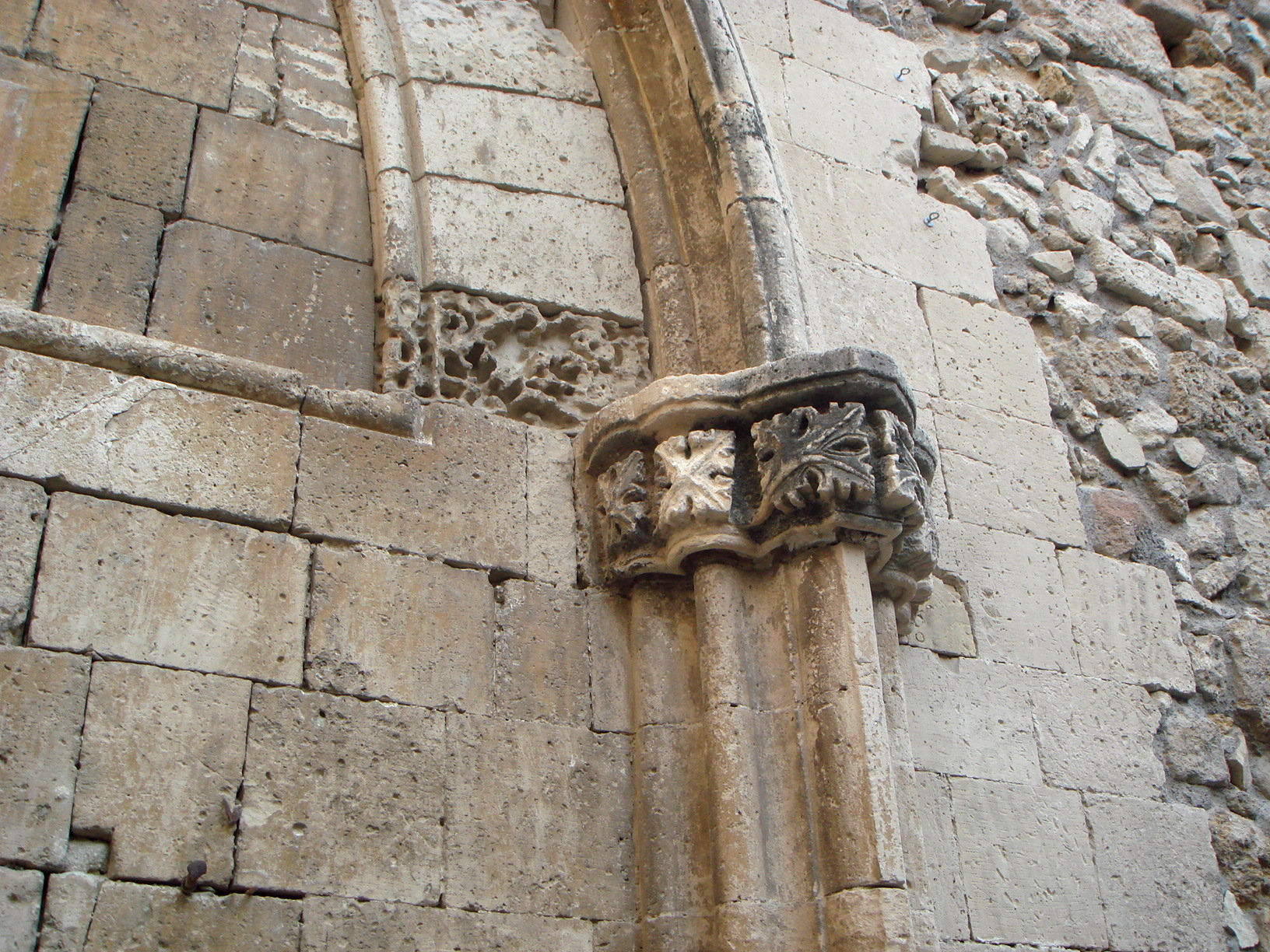
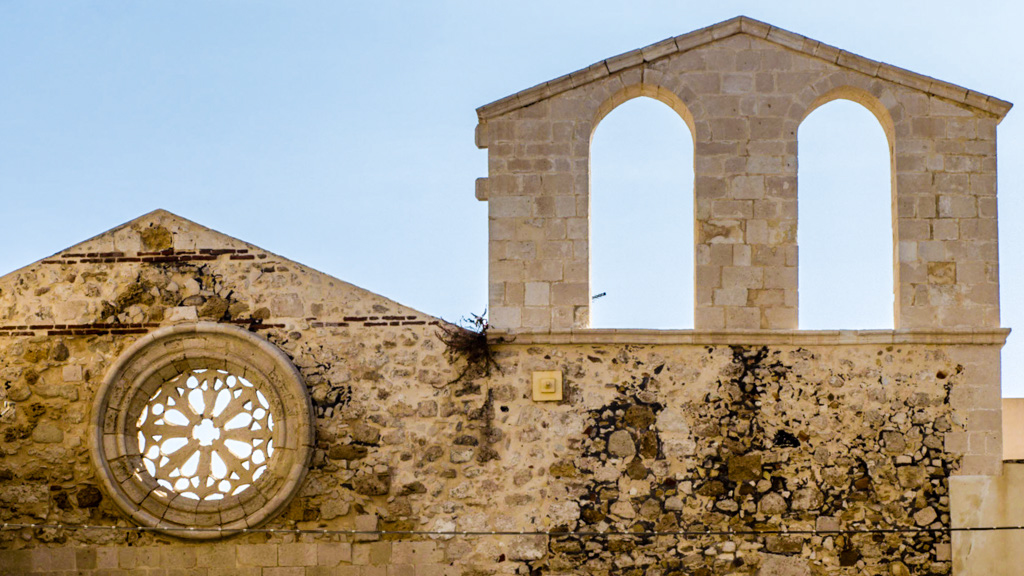